# Menonita
Menonita är en ort i Mexiko.   Den ligger i kommunen Sombrerete och delstaten Zacatecas, i den centrala delen av landet, 600 km nordväst om huvudstaden Mexico City. Menonita ligger 2 444 meter över havet och antalet invånare är 184.
Terrängen runt Menonita är varierad. Runt Menonita är det ganska glesbefolkat, med 38 invånare per kvadratkilometer. Närmaste större samhälle är Vicente Guerrero, 18,4 km öster om Menonita. Trakten runt Menonita består i huvudsak av gräsmarker.